# 飯田里穂
飯田 里穂（いいだ りほ、1991年10月26日 - ）は、日本の声優、女優、歌手、タレントであり、μ'sの最年少メンバーでもある。埼玉県富士見市出身。放映新社（事務所）、NBCユニバーサル・エンターテイメントジャパン（レコード会社）に所属。
愛称はりっぴーで、公式ファンクラブは「Rippi-ohana」。

## 略歴
小学校2年生の時に子役として活動開始。2000年、テレビドラマ『百年の物語』にて女優デビュー。2002年度から4年間、『天才てれびくん』シリーズ等に出演。2010年6月、映画『星砂の島のちいさな天使 〜マーメイドスマイル〜』で主演を果たす。
2010年よりスタートしたプロジェクト「ラブライブ! School idol project」に星空凛役で参加し、同プロジェクトの声優ユニットμ'sとしても活動を開始。2013年、テレビアニメ『ラブライブ!』の星空凛役で声優デビュー。
亜細亜大学経営学部を卒業した直後の2014年3月28日、公式ファンクラブ「Rippi-ohana」を設立。同年10月、自身初の誕生日イベント「りっぴーBirthday Party」をホテル椿山荘東京にて開催。
2015年、第九回声優アワードにて、μ'sの一員として歌唱賞を受賞。12月31日、μ'sの一員として第66回NHK紅白歌合戦に初出場した。2016年3月31日から4月1日まで東京ドームで開催されたμ’s最後のワンマンライブとなる「μ's Final LoveLive！〜μ'sic Forever♪♪♪♪♪♪♪♪♪」にμ'sの一員として出演。
ソロ歌手としては、2007年から2010年頃までインディーズレーベルのpurple hills recordおよびグッズトレイン/DREAMSTARにてシングル2作品、アルバム2作品、配信限定で1作品を発表した。2015年7月29日、徳間ジャパンコミュニケーションズよりアルバム『rippi-rippi』でメジャーデビュー。同年11月15日には新宿ReNYにて、ソロ歌手としての初めてのワンマンライブを開催。2016年1月13日、メジャーデビュー以降での初シングル『KISS! KISS! KISS!』を発表する。同年4月9日から16日まで自身のソロ歌手としての初のワンマンライブツアー「tour of KISS³」を開催。2018年2月3日、NBCユニバーサル・エンターテイメントジャパンへのレコード会社移籍を発表。
2022年1月1日、一般男性との結婚を発表。
2024年12月25日、不妊治療を経て第1子を妊娠したことを発表。2025年4月24日、第1子・第2子となる双子を出産したことを発表。

## 活動・人物

### 活動について
「りっぴー」の愛称で呼ばれており、ソロ歌手としてのメジャーデビューアルバム『rippi-rippi』も、自身の愛称からとられている。
2010年、『ラブライブ!』にて声優デビュー。これを契機に、声優、歌手としての活動に力点を置くようになってきている。実際、2015年のインタビュー記事にて、「声優さんと呼ばれることはすごく嬉しかったり、ありがたいことだと思っているんです。少しずつ、努力が報われてきているんだって」と述べている。
歌手としての目標は「いつか大宮ソニックシティでコンサートをやってみたいです」と述べている。また、ソロ歌手として歌う楽曲（特に、アルバム曲）において、「ギャップのある曲」が多いとも述べている。また本人曰く、特に音楽活動を積み重ねる過程で「（活動姿勢として）着飾ったりするのではなく、ナチュラルな感じを出していきたいと思うようになりました」と述べている。
2018年5月に出身地である埼玉県富士見市のPR大使に任命された。

#### μ'sとして
先述のように、2010年、『ラブライブ!』にて声優デビュー。
μ'sとして得たこと、及び自身にとってのμ's（あるいは、演じた役である星空凛）とは、ということについては、以下のように述べている。
- 「μ'sとしていろいろなことを頑張ってきた経験を思い出せば、何度でも自分を奮い立たせることができる」[28]
- 「凛ちゃん（星空凛）からも、（μ'sの）メンバーからも、人として生成される年月を一緒に過ごしたことを通して、言葉にできないくらいたくさんの大切なものをもらった」[28]
- 「『Love wing bell』[注 4]に出会って、凛ちゃんとの距離を縮めることができた」[29]
- 「（特に劇場版公開以後は）すごい勢いで物事が目の前を通り過ぎていく感じでした。テレビや雑誌で見るμ'sがどんどんかわいくなっていって、それを私たちが追いかけていくような（不思議な感覚がありました）」[29]
- 「人生が変わった6年間だったと思います。人生のなかですごく貴重な期間を『ラブライブ!』と過ごせました」[29]

また本人曰く、テレビアニメ1期（2013年）が終わった頃に、いわゆる一般的な「就職活動」をしていた時期があったとのことだが、「自分はこのお仕事（声優活動）をこれからも続けたい」と思い返したとのことであり、「うまい具合に物事が重なって、結果として自分のやりたい方向へと導いてもらえた気がします」「今まで凛ちゃんたちが歩んできた道を、後から私個人が追いかけている感じがしているんですよね」という趣旨のことを、2016年秋のインタビューにて述べている。

### 人物的特徴等
自身の性格について、「結構さばさばしていて、基本的にいつも前向きにとらえるタイプ」「猪突猛進型」「晴れ女」「夏女」と述べている。
『ラブライブ!』で声優デビューした当初、本人曰く「声優といわれても、最初はそのやり方もわからないわけですよ」という状態からのスタートだったが、そのとき声優としてのことを一つ一つ教えてくれたのが南條愛乃であったという。以後、南條とは特に親交を深める関係となり、御互いのアルバムに歌詞を提供し合うほどになり、2016年夏に発売された雑誌では、南條との対談記事が組まれるまでに至った。南條曰く、「（飯田との関係について、お互いに接するたびに）お互いを肯定し合える前向きな感覚になれる（関係である）」「（飯田の人物的特徴として）純粋さ、まっすぐさの塊」と述べている。
特技は、韓国語会話（韓国語能力試験1級）と、小学生の頃から続けてきた書道で、書道は師範の資格を持っている。
趣味は、ショッピング、ドライブ、テレビ視聴、料理、家事。また2013年当時は入浴も挙げており、「2〜3時間入浴していられる」と言っていたが、2020年にYouTubeに投稿した動画では「今では20分が限界」と述べている。

## 出演
太字はメインキャラクター。

### テレビアニメ
2013年
- ラブライブ!（2013年 - 2014年、星空凛） - 2シリーズ

2015年
- VENUS PROJECT -CLIMAX-（流華・ソバガスキー）
- レーカン!（上原佳菜）

2017年
- エルドライブ【ēlDLIVE】（ベロニカ）
- 怪獣娘 〜ウルトラ怪獣擬人化計画〜（2017年 - 2018年、アギラ） - 2シリーズ
- ぶっぷな毎日（ゆんぼ）
- まけるな!!あくのぐんだん!（第5話ナレーション）
- クリオネの灯り（ユナ/凪乃遊夏）
- ユラユラすいぞくかん（ジンベイザメ 他）
- ウパプロ（ウパダ 他）
- URAHARA（さゆみん）
- ラブ米 -WE LOVE RICE- 二期作（リンクス小林、リンクス89）
- ちょびっとづかん（アラシクロバネ）

2018年
- ケッケロケー（ケー 他）
- 邪神ちゃんドロップキック（2018年 - 2023年、ペルセポネ2世、魔獣6） - 4シリーズ + 特別編
- 寄宿学校のジュリエット（獅子静香、少年）
- SSSS.GRIDMAN（といこ）

2019年
- キラッとプリ☆チャン（星姉ぇ）

2020年
- ぼくのとなりに暗黒破壊神がいます。（シュレディンガー）
- キングスレイド 意志を継ぐものたち（2020年 - 2021年、エリーゼ）
- かいじゅうステップ ワンダバダ（2020年 - 2021年、エレちゃん）

2021年
- オッドタクシー（白川美保）

2022年
- 終末のハーレム（東堂晶）

2024年
- 魔導具師ダリヤはうつむかない（イルマ・ヌヴォラーリ）

### 劇場アニメ
- ラブライブ!The School Idol Movie（2015年、星空凛[51]）
- フリクリ オルタナ（2018年、矢島聖〈ヒジリー〉[52]）
- 映画 オッドタクシー イン・ザ・ウッズ（2022年、白川[53]）

### OVA
- ラブライブ!（2010年 - 2016年、星空凛） - 7作品
- 怪獣娘（黒）〜ウルトラ怪獣擬人化計画〜（2018年、アギラ）

### Webアニメ
- 怪獣娘 〜ウルトラ怪獣擬人化計画〜（2016年、アギラ[54]）
- 超游世界（2017年、モーンスト[55]）
- メギド72 The short animation 長き戦旅の傍らで（2019年、クロケル）
- 麻辣女配 －SpicyGirl－ （2020年、リィリィ[56]）
- アイドルランドプリパラ（2021年 - 2023年、香田澄あまり）

### ゲーム
時期不明
- りっく☆じあーす（国分霧香、74式戦車 第8戦車大戦Ver、T-90S ベトナム人民陸軍Ver、FV510歩兵ウォーリア戦闘車）

2013年
- 神様と運命革命のパラドクス（神楽坂ミナモ）
- ラブライブ! スクールアイドルフェスティバル（2013年 - 2023年、星空凛）

2014年
- アンジュ・ヴィエルジュ 〜第2風紀委員 ガールズバトル〜（サングリア・カミュ、沖田奈央）
- オメガクインテット（オトハ）
- ラブライブ!スクールアイドルパラダイス（星空凛）

2015年
- 車なごコレクション（アクア / アクア G's、アテンザ、スカイラインGT-R、アルファード）
- 嫁コレ（上原佳菜）
- モン娘☆は〜れむ（リッカ、アギラ、ペルセポネ2世）

2016年
- シンデレラブレイド（アネモネ）
- Valliant Knights（ヴァリアント・ナイツ / 椿）
- ブレイブリークロニクル（アーシャ・マリナ）
- LORD of VERMILION ARENA (ドゥクス・ヒムカ)

2017年
- デスティニーチャイルド（リザ）
- ミトラスフィア（ぼくっ娘、年下の女の子）
- 無人戦争2099（タリア・ルビオ）
- メギド72（2017年 - 2023年、レラジェ、クロケル）

2018年
- ORDINAL STRATA -オーディナル ストラータ-（ピオレ&ハンゼアート〈闇〉）
- ぷちぐるラブライブ!（星空凛）
- 温泉むすめ ゆのはなこれくしょん（花巻吹歌）

2019年
- グランブルーファンタジー（星空凛）
- ラブライブ! スクールアイドルフェスティバル ALL STARS（2019年 - 2023年、星空凛）

2021年
- ラブライブ!スクールアイドルフェスティバル 〜after school ACTIVITY〜 わいわい!Home Meeting!!（星空凛）
- 邪神ちゃんドロップキックねばねばウォーズ（ペルセポネ2世）
- ワッチャプリマジ！（2021年 - 2023年、マイキャラボイス〈まっすぐ〉） - 2作品

2023年
- ラブライブ! スクールアイドルフェスティバル2 MIRACLE LIVE!（2023年 - 2024年、星空凛）
- アイドルランドプリパラ（2023年 - 2024年、香田澄あまり）

2024年
- マツリカの炯-kEi- 天命胤異伝（麗穹）
- ひみつのアイプリ / アイプリバース（マイキャラボイス〈まっすぐ〉） - 2作品

### 音声ドラマ
- CDドラマ ザッツコメディー 暴走HUNT〜!（2008年）
- ラブライブシリーズ（2010年 - 2014年、星空凛） 役
- 魔法少女オーバーエイジシリーズ（2014年 - 2016年、久坂そらの[注 9]）
- モモキュンソード すぺしゃるCD「桃」（2015年、みかん[78]）
- 悠久のユーフォリア（2015年、ミューギィ・ファナン）
- ぼくのとなりに暗黒破壊神がいます（2016年、シュレディンガー[79]）
- あやかしコンビニエンス（2017年、あかり[80]）
- あめふらし（2018年、九条友梨華[81]）
- ノベル＆ドラマCDブック『愛を叫べ!怪獣娘!?』〜ウルトラ怪獣擬人化計画〜（2018年、アギラ）

### 吹き替え

#### 映画（吹き替え）
- Reboot ガーディアン・コード（2018年、タムラ）
- ソード・オブ・レジェンド 古剣奇譚（2019年、ウェン・レンヨー〈ビクトリア〉）
- アナと世界の終わり（2019年、リサ〈マーリ・シウ〉[82]）
- 悲しみより、もっと悲しい物語（2020年、クリーム〈アイビー・チェン〉[83]）
- mid90s ミッドナインティーズ（2021年、ダブニー〈キャサリン・ウォーターストン〉[84]）
- ハッピーウェディング 幸せの法則（2021年、ライアン〈カミーユ・グアティ〉[85]）
- 女神の継承（2022年、ミン〈ナリルヤ・グルモンコルペチ〉[86]）
- ブリックレイヤー（2024年、ケイト〈ニーナ・ドブレフ〉[87]）
- ボルテスV レガシー（2024年、ザンドラ[88]）
- ナイトメア 夢魔の棲む家（2025年、モナ〈エイリ・ハーボー〉[89]）

#### ドラマ
- ブリーズ 〜光と影〜 シーズン1（2020年、シャーリー）
- 愛はビューティフル、人生はワンダフル（2021年、キム・ソラ〈チョ・ユニ〉[90]）
- スノードロップ（2022年、コ・ヘリョン）
- ブリーズ 〜光と影〜 シーズン2（2022年、シャーリー）

#### アニメ
- おじいさんと子猫の魔法の家（2019年、マギー）
- ブレッドウィナー（2020年、ショーツィア[91]）
- 麻辣女配（2020年、リィリィ[92][93]）

### ラジオ
※はインターネット配信。
- りっぴー れいんぼー☆ぱーてぃー（2007年 - 2008年、ラジオNIKKEI第1）
- ラブライ部 ニコ生課外活動 〜にこりんぱな〜（2011年 - 2012年、音泉※・HiBiKi Radio Station※・ランティスウェブラジオ※）[94]
- 飯田里穂のミュージックサプリ（2012年 - 2013年、レインボータウンFM）
- ラブライブ! μ's広報部 〜にこりんぱな〜（2012年 - 2016年、音泉※・HiBiKi Radio Station※）
- ミュージックデリバリーDX（2013年 - 2014年、レインボータウンFM）
- 人生道でも飯田里穂（2015年 - 2019年、超!A&G+※）[95]
- 飯田里穂のりっぴーとあふたみー（2015年 - 2020年、ニコニコ生放送※）[96]
- りっぴーそらまるのだらだらごろごろ（2015年 - 2021年、ニコニコ生放送※）
- START SELECT LR（スタートセレクトエルアール）（2016年、ニコニコチャンネル※）
- COUNTDOWN FRIDAY 飯田里穂のオールアニソンTOP20（2017年 - 2019年、TS ONE）[97]
- りっぴー・れいれい・夏花のRadioフジゲームス（2017年 - 2018年、超!A&G+※・AG-ON Premium※）[98]
- 内田彩・飯田里穂のしゅわしゅわ八方美人（2018年 - 2019年、ラジオ大阪・ニコニコチャンネル※）[99]
- A&G ARTIST ZONE 飯田里穂のTHE CATCH（2019年 - 2020年、超!A&G+※）
- 飯田里穂主義（2019年 - 2020年・2021年[100]・2022年、ラジオ大阪・ニコニコチャンネル※）
- Hello！飯田ワーク（2020年 - 2022年、AuDee※）[101]
- 飯田里穂の推し活推進部！（2022年 - 2025年、TOKYO FM・AuDeeプレミアム※）[102]

### ナレーション
- トライアングル ナビ（2015年6月13日、BS-TBS）[103]
- MUSIC B.B.（2017年4月10日 - 2018年3月）ナビゲーター[104]
- かまいガチ（2021年5月7日、テレビ朝日）

### テレビ番組
※はインターネット配信。
- ワガまんまキッチン（2001年 - 2002年、テレビ朝日）
- 天才てれびくんワイド/天才てれびくんMAX（2002年度 - 2005年度、NHK教育） - てれび戦士
- 天才てれびくん外伝〜宇宙船ソフィア号の冒険〜（2005年8月13日、NHK教育）
- SMAP×SMAP（2008年 - 2009年、関西テレビ・フジテレビ） - 「ホレ八先生」生徒 役
- 空腹刺激バラエティー イマスグ食べたい!!（2017年4月2日、テレビ東京）番組内CGキャラ「グルメお姉さん」の声[105]
- 佳代子の部屋〜真夜中のゲームパーティー〜（2017年7月7日 - 2018年3月23日、フジテレビ） - 社員[106]
- Abema Game 9 アゲナイッ! チューズデー（2018年1月23日 - 4月10日、AbemaTV※）
- 天才てれびくんYOU（2018年2月5日 - 2019年4月4日） - きのこのこ（声）役
- ジャパコンProject ギルドフレンズ〜飯田里穂の!世界へ?本気です!〜（2018年4月20日 - 2019年10月18日、BSフジ） - レギュラー出演[107]
- 天才てれびくんhello,（2021年9月28日 - 10月6日） - 雷キャ（声）役

### CM
- 日本マクドナルド、ハッピーセット
- 森永製菓、おっとっと
- 東京三菱銀行
- 東京ディズニーシー
- アース製薬、バスロマン
- 東日本旅客鉄道（JR東日本）（2008年）
- ブシロード、ラブライブ! スクールアイドルフェスティバル(2014年)
- エースコック、ラブライブ!コラボレーションカップラーメン（2015年） - 星空凛（声）役
- TOKYO MX、エムキャス（2015年）
- ORDINAL STRATA -オーディナル ストラータ-（2018年） - キッチン篇[68]

### テレビドラマ
- 百年の物語（2000年、TBS） - フレディの少女 役
- 東芝日曜劇場 オヤジぃ。（2000年10月8日 - 12月17日、TBS） - 神崎すず（幼少期） 役
- ドラマ愛の詩 ズッコケ三人組3 第12話（2001年6月23日、NHK教育）
- 女と愛とミステリー 黄金の犬（2001年10月14日、BSジャパン・テレビ東京） - 松下あや 役
- 大河ドラマ 武蔵 MUSASHI 第11回（2003年3月16日、NHK総合） - 小菊 役
- 奥さまA〜彼女はバツイチ、3人の子持ち、そして魔女〜（2003年、メ〜テレ） - 木村若菜 役
- 火曜ドラマ セクシーボイスアンドロボ（2007年、日本テレビ） - クラスの同級生 役
- 火曜ドラマ 探偵学園Q 第1話（2007年7月3日、日本テレビ） - 佐々木まどか 役
- 火曜ドラマ オー!マイ・ガール!! 第7話（2008年11月25日、日本テレビ）
- 怨み屋本舗スペシャル2 マインドコントロールの罠（2009年1月7日、テレビ東京） - 佐藤詩織 役
- 水曜ミステリー9 夏樹静子サスペンス「湖に佇つ人〜鬼の棲む老舗旅館」（2009年1月28日、BSジャパン・テレビ東京） - 上滝ゆき子（少女時代）役
- ようこそ、わが家へ 第5話（2015年5月11日、フジテレビ） - 劇中TVの韓国人女優 役
- 刑事ゆがみ 第5話（2017年11月9日、フジテレビ） - 劇中TVの韓国人女優 役
- 民衆の敵〜世の中、おかしくないですか!?〜 第7話（2017年12月4日、フジテレビ） - 劇中TVの韓国人女優 役
- RoOT / ルート 第3話（2024年4月17日、テレビ東京） - 居酒屋の客 役

### Webドラマ
- みるコレ小劇場（2015年[108]）
- ウルトラマンオーブ THE ORIGIN SAGA（2016年 - 2017年） - パーテル（声） 役[109]

### 映画
- 身障犬ギブのおくりもの（2002年、文部科学省選定 第49回教育映像祭優秀作品賞受賞） - 主演・森口咲 役
- ひとりね（2002年） - 織江（少女時代） 役
- 精霊流し（2004年）
- フォトフレーム（2005年） - 主演・みさと 役
- タナカヒロシのすべて（2005年）
- グラキン★クイーン（2009年） - ラム 役
- 星砂の島のちいさな天使 〜マーメイドスマイル〜（2010年） - 主演・月野美海 役
- 翔んで埼玉（2019年） - 飯田里穂（本人） 役（埼玉ポーズ）

### オリジナルビデオ
- 千代姫戦鬼 I ディレクターズカット版（2004年）
- 千代姫戦鬼 II ディレクターズカット版（2004年）
- 心霊DVD「女子高生心霊ファイル 恐怖の放課後I」（2008年）
- 心霊DVD「女子高生心霊ファイル 恐怖の放課後II」（2008年）
- リホちゃんナビスケの裁判所ってどんなとこ? - 小学生向け裁判所広報用ビデオ
- 私たちにできること - 犯罪被害者理解用DVD 内閣府

### 舞台
- マジカルスクリーン大作戦〜キャプテン9×9の野望〜（2008年、新宿明治安田生命ホール） - 幻庵 役
- バッド・ブッキング グッド・バッティング（2009年、銀座博品館劇場） - 主演・飯田里穂・ユキティー／華南姫 役
- ミチヲカケル（2011年6月23日 - 26日、シアターグリーンBIG TREE THEATER） - ヒロイン役
- 声劇和楽団 第5回公演「源氏物語 〜陽光の姫 夕闇の君〜」（2016年9月29日、サントリーホール ブルーローズ）[110]
- ダンガンロンパ3 THE STAGE 2018〜The End of 希望ヶ峰学園〜（2018年7月20日 - 23日、サンシャイン劇場/7月27日 - 29日、森ノ宮ピロティホール/8月3日 - 13日、ヒューリックホール東京） - 朝日奈葵 役※工藤紬とのWキャスト[111]
- 舞台劇「からくりサーカス」（2019年1月10日 - 20日、新宿FACE） - しろがね・フランシーヌ 役 ※大西桃香とWキャスト[112]
  - 舞台劇「からくりサーカス」〜デウス・エクス・マキナ（機械仕掛けの神）編〜（2019年10月10日 - 19日、新宿FACE）[113]
- 天才てれびくん the STAGE〜てれび戦士 REBORN〜（2020年1月23日 - 26日、ヒューリックホール東京/2月1日 - 2日、COOL JAPAN PARK OSAKA） - テンくんサイくん 役（声の出演）
- 黒羽麻璃央 オンライン朗読劇「たもつん」（2020年8月15日、オンライン配信） - ミナミン 役（声の出演）[114]
- 朗読劇 うち劇「華麗なるエスケープ」（2021年2月7日、オンライン配信） - プリンセス飛鳥 役[115]
- 朗読劇 SOLO Performance READING「僕とメリーヴェルの7322個の愛」（2021年10月12日、オンライン配信） - 一人芝居[116]
- 朗読劇「世界から猫が消えたなら」（2022年6月22日・24日、シアター1010） - 猫（キャベツ）& 彼女 役[117]

- 舞台「 おかしな転生〜アップルパイは笑顔とともに〜」（2023年3月8日 - 12日、CBGKシブゲキ!!） - マルク 役[118]

### ネット配信
- 美少女ダイアリー（2008年）携帯

### MV
- スカートとPUNPEE『ODDTAXI』（2021年4月、ポニーキャニオン）[119]

### その他コンテンツ
- ミスモバゲーグランプリ’09 ベストムービー賞受賞（株式会社ディー・エヌ・エー主催/制作協力ケイマックス、グランプリ受賞者 武井咲）
- パチスロ「シンデレラブレイド2」（2014年、アネモネ）[120]
- パチスロ「シンデレラブレイド3）（2017年、アネモネ）
- 飯田里穂×読売新聞『編集手帳』朗読（2016年）
- milktubの楽曲、「成るがまま騒ぐまま」MV[121]
- 女医 飯田里穂の新型車診察しちゃうぞ！〜トヨタ 新型アルファード／ヴェルファイア編〜[122]
- 女医 飯田里穂の新型車診察しちゃうぞ！〜ホンダ N-BOXスラッシュ編〜[123]
- 富士見市水子貝塚公園・定時案内放送（2021年 - ）[124]
- 健康保険組合連合会「新入社員講座 知ってる？健康保険組合のこと」（2025年、マイナ姉さん[125]）

## ディスコグラフィ

### シングル
|              | 発売日         | タイトル               | 規格品番                                        | 規格品番     | オリコン 最高位 |
| 初回限定盤   | 発売日         | タイトル               | 通常盤                                          |              | オリコン 最高位 |
| インディーズ | インディーズ   | インディーズ           | インディーズ                                    | インディーズ | インディーズ    |
| ------------ | -------------- | ---------------------- | ----------------------------------------------- | ------------ | --------------- |
| 1st          | 2007年8月8日   | つかまえてよ LOVE SONG |                                                 | AKCJ-81011   | 156位           |
| 2nd          | 2007年11月21日 | HeartにSkip!           |                                                 | AKCJ-81014   | -               |
| メジャー     |                |                        |                                                 |              |                 |
| 1st          | 2016年1月13日  | KISS! KISS! KISS!      | TKCA-74308（A） TKCA-74309（B）                 | TKCA-74313   | 3位             |
| 2nd          | 2016年7月6日   | 片想い接近             | TKCA-74378（A） TKCA-74379（B）                 | TKCA-74383   | 16位            |
| 3rd          | 2016年12月14日 | 青い炎シンドローム     | TKCA-74455（A） TKCA-74456（B） TKCA-74457（C） | TKCA-74458   | 19位            |
| 4th          | 2018年11月7日  | いつか世界が変わるまで | GNCA-0542                                       | GNCA-0543    | 50位            |
| 5th          | 2021年2月10日  | One Wish               | GNCA-0623                                       | GNCA-0624    | 49位            |

### アルバム
|              | 発売日        | タイトル                                | 規格品番                    | 規格品番     | オリコン 最高位 |
| 限定盤       | 発売日        | タイトル                                | 通常盤                      |              | オリコン 最高位 |
| インディーズ | インディーズ  | インディーズ                            | インディーズ                | インディーズ | インディーズ    |
| ------------ | ------------- | --------------------------------------- | --------------------------- | ------------ | --------------- |
| 1st          | 2008年4月30日 | stay                                    |                             | AKCJ-81017   | -               |
| 2nd          | 2010年5月28日 | リッピーズロックンロール                |                             | GT00011/B    | -               |
| メジャー     |               |                                         |                             |              |                 |
| 1st          | 2015年7月29日 | rippi-rippi                             | TKCA-74234(A) TKCA-74235(B) | TKCA-74239   | 7位             |
| 2nd          | 2016年8月17日 | rippi-holic                             | TKCA-74390(A) TKCA-74391(B) | TKCA-74395   | 4位             |
| ミニ         | 2018年9月5日  | Special days                            | GNCA-1536                   | GNCA-1537    | 40位            |
| 20周年記念   | 2019年12月4日 | 20th Anniversary Album -rippihylosophy- |                             | GNCA-1561    | 30位            |

### 配信楽曲
|     | 配信開始日     | タイトル               | 備考           |
| --- | -------------- | ---------------------- | -------------- |
| 1st | 2010年11月24日 | スマイル・フォー・ミー | レコチョク配信 |

### ユニット

#### 4to6
Pileとのユニット。
| 枚  | 発売日        | タイトル          | 規格品番   | 規格品番   | オリコン 最高位 |
| 枚  | 発売日        | タイトル          | 生産限定盤 | 通常盤     | オリコン 最高位 |
| --- | ------------- | ----------------- | ---------- | ---------- | --------------- |
| 1st | 2014年8月20日 | 私の時計は逆回転! | TKCA-74117 | TKCA-74121 | 29位            |

### タイアップ曲
| 楽曲                           | タイアップ                                                                                          | 時期   |
| ------------------------------ | --------------------------------------------------------------------------------------------------- | ------ |
| 私の時計は逆回転!              | TOKYO MX『アニメTV』エンディングテーマ                                                              | 2014年 |
| KISS! KISS! KISS!              | 日本テレビ系列『バズリズム』1月度エンディングテーマ                                                 | 2016年 |
| 片想い接近                     | テレビ東京『アニメマシテ』7月度エンディングテーマ                                                   | 2016年 |
| HEARTACHE=恋の予感             | 朝日放送制作テレビ朝日系列『たけしの健康エンターテインメント!みんなの家庭の医学』エンディングテーマ | 2016年 |
| 青い炎シンドローム             | テレビ東京系列アニメ『デジモンユニバース アプリモンスターズ』エンディングテーマ                     | 2016年 |
| Change the World（中: 逆行者） | ウェブコミック『超游世界』オープニングテーマ                                                        | 2017年 |
| いつか世界が変わるまで         | TBS系列アニメ『寄宿学校のジュリエット』エンディングテーマ                                           | 2018年 |
| Action!                        | Webアニメ『麻辣女配（日本語版）』オープニングテーマ                                                 | 2020年 |
| but…girl                       | Webアニメ『麻辣女配（日本語版）』エンディングテーマ                                                 | 2020年 |
| One Wish                       | テレビアニメ『キングスレイド 意志を継ぐものたち』エンディングテーマ                                 | 2021年 |

### キャラクターソング
| 発売日   | 商品名 | 歌 | 楽曲 | 備考                                                                     |
| 2011年   | 2011年 | 2011年 | 2011年 | 2011年                                                                   |
| -------- | --- | --- | --- | ------------------------------------------------------------------------ |
| 7月27日  | 知らないLove*教えてLove | lily white | 「知らないLove*教えてLove」 「あ・の・ね・が・ん・ば・れ！」 | 『ラブライブ!』関連曲                                                    |
| 2012年   | | | |                                                                          |
| 2月19日  | Memorial BOX I Solo Live! collection Solo Live! from μ's 星空凛「THE BRILLIANT STAR☆」                                                         | 星空凛（飯田里穂） | 「僕らのLIVE 君とのLIFE（RIN Mix）」 「友情ノーチェンジ（RIN Mix）」 「Snow halation（RIN Mix）」 「baby maybe 恋のボタン（RIN Mix）」 「知らないLove*教えてLove (RIN Mix)」 「あ・の・ね・が・ん・ば・れ！ (RIN Mix)」 「夏色えがおで1,2,Jump!（RIN Mix）」 「Mermaid festa vol.1（RIN Mix）」 | 『ラブライブ!』関連曲                                                    |
| 4月25日  | Mermaid festa vol.2 〜Passionate〜 | 高坂穂乃果（新田恵海）、星空凛（飯田里穂） | 「Mermaid festa vol.2 〜Passionate〜」 | 『ラブライブ!』関連曲                                                    |
| 4月25日  | Mermaid festa vol.2 〜Passionate〜 | 星空凛（飯田里穂） | 「恋のシグナル Rin rin rin!」 | 『ラブライブ!』関連曲                                                    |
| 2013年   | | | |                                                                          |
| 3月6日   | これからのSomeday／Wonder zone | 高坂穂乃果（新田恵海）、南ことり（内田彩）、園田海未（三森すずこ）、星空凛（飯田里穂）、西木野真姫（Pile）、小泉花陽（久保ユリカ）、矢澤にこ（徳井青空） | 「これからのSomeday」 | テレビアニメ『ラブライブ!』挿入歌                                        |
| 4月24日  | 天使たちの福音〜feat.μ's〈ラブライブ！〉 | 神楽坂ミナモ / 星空凛（飯田里穂） | 「ここで待ってるよ」 | PlayStation 3用ソフト『神様と運命革命のパラドクス』関連曲                |
| 6月21日  | μ's オリジナルソングCD 4 | 星空 凛（飯田里穂）・西木野真姫（Pile） | 「Beat in Angel」 | 『ラブライブ!』関連曲                                                    |
| 6月26日  | 微熱からMystery | lily white | 「微熱からMystery」 「キミのくせに!」 | 『ラブライブ!』関連曲                                                    |
| 2014年   | | | |                                                                          |
| 4月2日   | Memorial BOX II Solo Live! collection ラブライブ！ Solo Live! from μ's 星空凛「Ring a yellow bell」                                            | 星空凛（飯田里穂） | 「もぎゅっと“love”で接近中!（RIN Mix）」 「愛してるばんざーい!（RIN Mix）」 「乙女式れんあい塾（RIN Mix）」 「Wonderful Rush（RIN Mix）」 「Oh, Love & Peace!（RIN Mix）」 「Listen to my heart!!（RIN Mix）」 「after school NAVIGATORS（RIN Mix）」 「僕らは今のなかで（RIN Mix）」 「WILD STARS（RIN Mix）」 「きっと青春が聞こえる（RIN Mix）」 「輝夜の城で踊りたい（RIN Mix）」 「これからのSomeday（RIN Mix）」 「Wonder zone（RIN Mix）」 「No brand girls（RIN Mix）」 「START:DASH!!（RIN Mix）」 | 『ラブライブ!』関連曲                                                    |
| 6月4日   | シンデレラブレイド2 Big Bonus Music | アネモネ（飯田里穂）、アイリス（四島早紀） | 「永遠のPrologue」 | パチスロ『シンデレラブレイド2』関連曲                                    |
| 8月17日  | 魔法少女OverAge歌唱：主題歌集 | 久坂そらの（飯田里穂） | 「ひかりのさきへ」 | 『魔法少女OverAge』関連曲                                                |
| 8月27日  | ラブライブ! 2nd Season BD第3巻特典CD | 星空凛（飯田里穂） | 「くるりんMIRACLE」 | 『ラブライブ!』関連曲                                                    |
| 10月22日 | PROMiSED ViSION/Good bye & Good luck | *ω*Quintet | 「PROMiSED ViSION」 | ゲーム『オメガクインテット』オープニングテーマ                           |
| 10月22日 | PROMiSED ViSION/Good bye & Good luck | *ω*Quintet | 「Good bye & Good luck」 | ゲーム『オメガクインテット』エンディングテーマ                           |
| 11月26日 | 秋のあなたの空遠く | lily white | 「秋のあなたの空遠く」 「ふたりハピネス」 | 『ラブライブ!』関連曲                                                    |
| 12月10日 | *ω*Quintetキャラクターソング *ω*Quintet PV SONGS                                                                                               | *ω*Quintet | 「Inchoate voice」 「Eureka」 「MOVE*MENTER」 「まんまるまるい」 「Complex:CRESCENT」 | ゲーム『オメガクインテット』関連曲                                       |
| 12月10日 | *ω*Quintetキャラクターソング *ω*Quintet PV SONGS                                                                                               | オトハ（飯田里穂） | 「Inchoate Voice」 | ゲーム『オメガクインテット』関連曲                                       |
| 12月25日 | 『ラブライブ!』 第2期BD ソフマップ全巻購入特典CD                                                                                               | lily white | 「同じ星が見たい」 | 『ラブライブ!』関連曲                                                    |
| 2015年   | | | |                                                                          |
| 2月4日   | 魔法少女オーバーエイジ -kawaii songs collection-                                                                                               | 久坂そらの（飯田里穂） | 「ひかりのさきへ」 | 2014年8月17日頒布の同人CDが、内容を追加して商業発売されたもの            |
| 5月20日  | ナカヨシ！なんです。…よね？ | 天海響（木戸衣吹）、井上成美（伊藤美来）、上原佳奈（飯田里穂）、江角京子（M・A・O）、小川真琴（山崎エリイ）                                              | 「ナカヨシ！なんです。…よね？」 | テレビアニメ『レーカン!』関連曲                                          |
| 5月20日  | ナカヨシ！なんです。…よね？ [上原・江角 盤] | 上原佳奈（飯田里穂） | 「成功する心霊Blogger入門」 | テレビアニメ『レーカン!』関連曲                                          |
| 5月23日  | ラブライブ!The School Idol Movie特典付前売券第3弾 ユニットシングルlily white 乙姫心で恋宮殿                                                    | lily white | 「乙姫心で恋宮殿」 | 『ラブライブ!』関連曲                                                    |
| 7月1日   | Angelic Angel/Hello,星を数えて | μ's | 「Angelic Angel」 | 劇場アニメ「ラブライブ!The School Idol Movie」挿入歌                     |
| 7月1日   | Angelic Angel/Hello,星を数えて | 星空凛（飯田里穂）、西木野真姫（Pile）、小泉花陽（久保ユリカ）                                                                                           | 「Hello,星を数えて」 | 劇場アニメ「ラブライブ!The School Idol Movie」挿入歌                     |
| 7月15日  | レーカン! BD・DVD第1巻特典CD | アホの山田とレーカン！5人娘 | 「あいうえおや」 | テレビアニメ『レーカン!』関連曲                                          |
| 8月5日   | ユメノツバサ | 流華・ソバガスキー（飯田里穂） | 「ユメノツバサ」 | テレビアニメ『VENUS PROJECT -CLIMAX-』エンディングテーマ                 |
| 8月5日   | ユメノツバサ | 流華・ソバガスキー（飯田里穂） | 「Mint Flavor」 | テレビアニメ『VENUS PROJECT -CLIMAX-』関連曲                             |
| 8月19日  | VENUS PROJECT -CLIMAX- Blu-ray第1巻封入特典 キャラクターソングCD                                                                               | 流華・ソバガスキー（飯田里穂） | 「アンブレラはいかが?」 | テレビアニメ『VENUS PROJECT -CLIMAX-』関連曲                             |
| 9月16日  | レーカン! BD・DVD第3巻特典CD | オールスターキャスト | 「カラフルストーリー」 | テレビアニメ『レーカン!』関連曲                                          |
| 10月1日  | VenusProject キャラクターソングCD BATTLE05 流華・ソバガスキー                                                                                  | 流華・ソバガスキー（飯田里穂） | 「ONE STAGE」 | テレビアニメ『VENUS PROJECT -CLIMAX-』挿入歌                             |
| 10月1日  | VenusProject キャラクターソングCD BATTLE05 流華・ソバガスキー                                                                                  | 流華・ソバガスキー（飯田里穂） | 「COIN 流華・ソバガスキーVer.」 | テレビアニメ『VENUS PROJECT -CLIMAX-』関連曲                             |
| 10月21日 | VENUS PROJECT -CLIMAX- Blu-ray第2巻封入特典 キャラクターソングCD                                                                               | 流華・ソバガスキー（飯田里穂） | 「Mint Flavor 流華・ソバガスキーVer.」 | テレビアニメ『VENUS PROJECT -CLIMAX-』関連曲                             |
| 11月25日 | VENUS PROJECT -CLIMAX- Blu-ray第3巻封入特典 キャラクターソングCD                                                                               | 流華・ソバガスキー（飯田里穂） | 「Venus Drive!! 〜キミは燃えているか〜 流華・ソバガスキーVer.」 | テレビアニメ『VENUS PROJECT -CLIMAX-』関連曲                             |
| 12月23日 | 思い出以上になりたくて | lily white | 「思い出以上になりたくて」 「春情ロマンティック」 | 『ラブライブ!』関連曲                                                    |
| 2016年   | | | |                                                                          |
| 5月3日   | きゃにめ限定版 ライトノベル 魔法少女オーバーエイジ「二番煎じなんてレベルじゃないっ」付属CD『魔法少女オーバーエイジ-the second brew of Magic-』 | 久坂そらの（飯田里穂） | 「cogito」 | 『魔法少女オーバーエイジ』関連曲                                         |
| 5月22日  | 魔法少女オーバーエイジ Single is not single II                                                                                                 | 久坂そらの（飯田里穂）、 島津くれは（遠藤ゆりか） | 「Reason of birth(Sorano&Kureha ver.)」 | 『魔法少女オーバーエイジ』関連曲                                         |
| 5月22日  | 魔法少女オーバーエイジ Single is not single II                                                                                                 | 久坂そらの（飯田里穂） | 「テクスト>>オーバー(Sorano ver.)」 | 『魔法少女オーバーエイジ』関連曲                                         |
| 10月26日 | 上々↑↑GAO !!/KAIJUハート | かぷせるがーるず | 「上々↑↑GAO !!」 | アニメ『怪獣娘 〜ウルトラ怪獣擬人化計画〜』オープニングテーマ            |
| 10月26日 | 上々↑↑GAO !!/KAIJUハート | かぷせるがーるず | 「KAIJUハート」 | アニメ『怪獣娘 〜ウルトラ怪獣擬人化計画〜』エンディングテーマ            |
| 2017年   | | | |                                                                          |
| 4月5日   | ぶっぷな毎日 キャラクターソング 「No.1」 | ドラ（南條愛乃）、ケンタ（津久井彩文）、ゆんぼ（飯田里穂）                                                                                               | 「No.1」 | テレビアニメ『ぶっぷな毎日』エンディングテーマ                           |
| 8月25日  | TVアニメ「まけるな!!あくのぐんだん!」Blu-ray特典CD                                                                                             | KAKUWA☆なれ〜しょんず | 「ねばねばぎっぱー」 | テレビアニメ『まけるな!!あくのぐんだん!』エンディングテーマ              |
| 10月18日 | イプシロン進化論 | Adhara | 「イプシロン進化論」 「孤高のピエロ」 | 『温泉むすめ』関連曲                                                     |
| 11月24日 | 悠久のユーフォリア ハイレゾ・コンテンツBOOK Vol.1                                                                                              | spectre | 「スペクトル」 | 『悠久のユーフォリア』関連曲                                             |
| 11月24日 | 悠久のユーフォリア ハイレゾ・コンテンツBOOK Vol.1                                                                                              | 絶炎の刃を抱く少女ミューギィ・ファナン（飯田里穂） | 「リンケージ」 | 『悠久のユーフォリア』関連曲                                             |
| 11月24日 | 悠久のユーフォリア ハイレゾ・コンテンツBOOK Vol.1                                                                                              | spectre | 「さよならの笑顔」 | 『悠久のユーフォリア』関連曲                                             |
| 2018年   | | | |                                                                          |
| 2月21日  | 怪獣娘〜ウルトラ怪獣擬人化計画〜2期主題歌 Soul-ride ON!                                                                                        | アギラ（飯田里穂）、キングジョー（三森すずこ）、ガッツ星人（松田利冴）                                                                                   | 「Soul-ride ON!」 | テレビアニメ『怪獣娘 〜ウルトラ怪獣擬人化計画〜』第2期エンディングテーマ |
| 2月21日  | 怪獣娘〜ウルトラ怪獣擬人化計画〜2期主題歌 Soul-ride ON!                                                                                        | アギラ（飯田里穂） | 「リトルハート・リトルブレイヴ」 | テレビアニメ『怪獣娘 〜ウルトラ怪獣擬人化計画〜』関連曲                  |
| 3月28日  | ラブライブ！ Solo Live! III from μ's 星空凛 Memories with Rin                                                                                  | 星空凛（飯田里穂） | 「Music S.T.A.R.T!!」 「LOVELESS WORLD」 「タカラモノズ」 「Paradise Live」 「それは僕たちの奇跡」 「だってだって噫無情」 「どんなときもずっと」 「COLORFUL VOICE」 「ユメノトビラ」 「SENTIMENTAL StepS」 「Love wing bell」 「Dancing stars on me!」 「KiRa-KiRa Sensation!」 「Happy maker!」 「Shangri-La Shower」 「るてしキスキしてる」 「ミはμ'sicのミ」 「Super LOVE=Super LIVE!」 「Angelic Angel」 「SUNNY DAY SONG」 「僕たちはひとつの光」 「Hello,星を数えて」 「HEART to HEART!」 「嵐のなかの恋だから」 「MOMENT RING」 「さようならへさよなら！」 「微熱からMystery」 「キミのくせに！」 「秋のあなたの空遠く」 「ふたりハピネス」 「思い出以上になりたくて」 「春情ロマンティック」 | 『ラブライブ！』関連曲                                                   |
| 7月25日  | あの娘にドロップキック 〜邪教徒の祈りdeathの〜                                                                                                 | 邪神★ガールズ | 「あの娘にドロップキック」 | テレビアニメ『邪神ちゃんドロップキック』オープニングテーマ               |
| 7月25日  | あの娘にドロップキック 〜邪教徒の祈りdeathの〜                                                                                                 | ペルセポネ2世（飯田里穂） | 「友達になろう」 | テレビアニメ『邪神ちゃんドロップキック』関連曲                           |
| 2019年   | | | |                                                                          |
| 10月16日 | 温泉むすめコンプリートアルバム Vol.2 | Adhara | 「星に集いし乙女の物語-プロローグ-」 「覚醒 sinfonia」 | 『温泉むすめ』関連曲                                                     |
| 2024年   | | | |                                                                          |
| 11月13日 | アイドルランドプリパラ ソング♪コレクション OPEN DREAM LAND!                                                                                    | あまり（飯田里穂） | 「カオティックハリケーン」 | Webアニメ『アイドルランドプリパラ』エンディングテーマ・挿入歌            |
| 11月13日 | アイドルランドプリパラ ソング♪コレクション OPEN DREAM LAND!                                                                                    | あまり（飯田里穂）、ポォロロ（林鼓子） | 「ポォロン♪あまやどりのうた」 | Webアニメ『アイドルランドプリパラ』エンディングテーマ・挿入歌            |
| 11月13日 | アイドルランドプリパラ ソング♪コレクション OPEN DREAM LAND!                                                                                    | アマリオン | 「究極合神アマリオン －破滅と創造の狂想曲－」 | Webアニメ『アイドルランドプリパラ』エンディングテーマ・挿入歌            |

### 映像作品
- SWEET飯田里穂（2003年）
- きっと☆ずっと（2003年）
- フォトフレーム（2005年、岡本奈月）
- ピュア・スマイル（2008年）
- 花、ほころぶ （2008年）
- 現役女子高生 飯田里穂 Memories（2008年）
- 飯田里穂DVD 天然色（2009年）
- グラキン☆クイーン 飯田里穂 Real18〜大人への扉〜（2010年）
- koiから（2010年）
- aiへ（2010年）
- BULA ハタチ!（2011年）
- Lovely Woman（2011年）
- ラブライブ! μ’s First LoveLive!（2012年）
- りほの島、楽園の光（2013年）
- りほの恋、麗しの島（2013年）
- ラブライブ!μ's 3rd Anniversary LoveLive!（2013年）
- 飯田里穂と楠田亜衣奈のメモリアルジャーニー 〜りぴくす散歩 in LA〜 vol.1（2016年）
- 飯田里穂と楠田亜衣奈のメモリアルジャーニー 〜りぴくす散歩 in LA〜 vol.2（2016年）
- R5（rippi-rippi-rippi-rough-ready）（2016年）
- RIHO IIDA 2017 THANKS LIVE 【rippi CARNIVAL♫】（2018年）

### ミュージック天才てれびくん
- サンデーモーニング

## 楽曲提供
南條愛乃
- Dear..（作詞、2016年）[131]

## 書籍

### 写真集
- プール－飯田里穂写真集（2003年、辰巳出版）
- クロール－飯田里穂写真集（2004年、辰巳出版）
- ふたり少女－山内明日・飯田里穂－『千代姫戦鬼』発売記念ブック（2004年、バウハウス）
- 飯田里穂静止画CD－R（エッジ）
- 遠泳－飯田里穂写真集（2006年、辰巳出版）
- バタフライ（2007年、辰巳出版）
- Hello,Again!（2008年、ゴマブックス）
- Real 18（2010年、創芸社）
- miss I.〜飯田里穂 ヒストリーフォトブック&DVD〜（飯田里穂 等身大の素顔と未来へ）（2010年、発売元:放映新社/トラフィック・エンタテインメント 販売元:アルドゥール） ASIN B003TYO0VY
- Bula ときめき（2011年、イーネット・フロンティア） ISBN 978-4-86205-853-9
- メドレー（2013年、アスペクト）ISBN 978-4-7572-2217-5
- りっぴーtrippi! in LA（2016年、ポニーキャニオン）ISBN 978-4-86529-176-6
- 飯田里穂ARTIST BOOK りほとなり。（2017年、KADOKAWA）ISBN 978-4-04-734767-0
- 飯田里穂 20th Anniversary PHOTOBOOK「永遠と一瞬」（2019年、東京ニュース通信社）ISBN 978-4-86701-029-7

### 雑誌連載
- スコラ （2008年6月号 - 2010年3月号、スコラマガジン）
- RC WORLD ラジコンワールド （2009年7月号 - 12月号、枻出版）
- purepure ピュア☆ピュアvol.10 - 44（辰巳出版）
- 声優パラダイスR『笑う門には♡ざっくりっぴー!』（vol.6 - 、秋田書店）[132]

### トレーディングカード
- 飯田里穂 オフィシャルカード「Laugh away」（2008年、さくら堂）
- プロデュース・リミテッド 飯田里穂 トレーディングカード （2010年）
- 飯田里穂 トレーディングカード 〜anotherりっぴー〜（2015年）